# XVII Festival Internacional de Cinema Fantàstic de Sitges
El XVII Festival Internacional de Cinema Fantàstic de Sitges va tenir lloc a Sitges entre el 5 i el 13 d'octubre de 1984 sota la direcció de Joan Lluís Goas amb la intenció de promocionar el cinema fantàstic i el cinema de terror. En aquesta edició es comença a donar més importància a les seccions paral·leles.
Fou inaugurat al palau de Maricel i hi havia tres seccions, una competitiva, una informativa, una altra retrospectiva dedicada a Jean Cocteau i Ray Harryhausen (11 pel·lícules i una exposició), i unes sessions especials.

## Pel·lícules exhibides

### Secció competitiva
- En companyia de llops de Neil Jordan
- Bloodbath at the House of Death de Ray Cameron
- The Brother from Another Planet de John Sayles
- The Hills Have Eyes Part II de Wes Craven
- L'experiment Filadèlfia de Stewart Raffill
- Streets of Fire de Walter Hill
- Buit de Carl Schenkel
- One Night Stand de John Duigan
- Impulse de Graham Baker
- The Outcasts de Robert Wynne-Simmons
- The Silent One d'Yvonne Mackay
- El guerrer de les galàxies de Nick Castle

## Secció informativa
- Ulls de foc de Mark L. Lester
- The Hound of the Baskervilles de Douglas Hickox
- L'element del crim de Lars Von Trier
- The Sign of Four de Desmond Davis

## Secció retrospectiva
- El testament d'Orfeu (1960) de Jean Cocteau
- Le Sang d'un poète (1930) de Jean Cocteau
- It Came from Beneath the Sea (1955) de Robert Gordon
- Stàlker (1979) d'Andrei Tarkovski
- Jàson i els argonautes (1963) de Don Chaffey
- The Return of Doctor X (1939) de Vincent Sherman
- Lluita de titans (1981) de Desmond Davis

### Sessions especials
- The Phantom of the Opera (1925) de Rupert Julian
- Vargtimmen (1968) d'Ingmar Bergman
- La núvia del diable (1968) de Terence Fisher
- The Vampire Lovers (1970) de Roy Ward Baker
- Lust for a Vampire (1971) de Jimmy Sangster

## Jurat
El jurat internacional estava format per Jaime de Armiñán, David Fulton, Bigas Luna, Rodolfo Pastor i Nick Roddick.

## Premis
Els premis d'aquesta edició foren:
| Categoria                                              | Premiat                         | Treball                         |
| ------------------------------------------------------ | ------------------------------- | ------------------------------- |
| Premi Caixa de Catalunya al millor director            | Carl Schenkel                   | Buit                            |
| Premi Caixa de Catalunya a la millor pel·lícula        | En companyia de llops           | Neil Jordan                     |
| Premi Caixa de Catalunya al millor Curtmetratge        | Ramon Garcia Josep Maria Torras | Christ                          |
| Premi Caixa de Catalunya a la millor actriu            | Amy Madigan                     | Streets of Fire                 |
| Premi Caixa de Catalunya al millor actor               | Joe Morton                      | The Brother from Another Planet |
| Premi Caixa de Catalunya a la millor fotografia        | Tom Cowan                       | One Night Stand                 |
| Premi Caixa de Catalunya al millor guió                | John Sayles                     | The Brother from Another Planet |
| Premi Caixa de Catalunya als millors efectes especials | Christopher Tucker              | En companyia de llops           |
| Premi del Jurat Internacional de la Crítica            | En companyia de llops           | Neil Jordan                     |
| Menció especial del Jurat Internacional de la Crítica  | Buit                            | Carl Schenkel                   |